# Lịch Thương
Lịch Thương (chữ Hán: 酈商; ? - 178 TCN) là công thần khai quốc nhà Hán trong lịch sử Trung Quốc. Ông theo giúp Lưu Bang đánh đổ sự cai trị của nhà Tần và chống Tây Sở Bá vương Hạng Vũ.

## Thân thế
Lịch Thương người làng Cao Dương, huyện Trần Lưu, là em của Lịch Tự Cơ – mưu sĩ của Lưu Bang. Không rõ Lịch Thương sinh năm nào, Sử ký đề cập thời điểm khi gặp Lưu Bang thì Lịch Tự Cơ anh ông đã 60 tuổi.

## Giúp Lưu Bang đánh Tần, chống Sở
Khi Trần Thắng khởi binh chống nhà Tần, Lịch Thương tụ tập trai tráng trong vùng hưởng ứng, được 4000 người.
Năm 207 TCN, Lưu Bang mang quân đánh nhà Tần, đến Trần Lưu. Lịch Thương cùng anh là Lịch Tự Cơ đi theo, nhập vào quân Lưu Bang. Trong khi Lịch Tự Cơ làm mưu sĩ bày đặt mưu kế thì Lịch Thương làm tướng xông pha ngoài mặt trận, tham chiến trong nhiều trận, lập được công trạng.
Năm 206 TCN, Lưu Bang vào Quan Trung diệt nhà Tần. Sau đó vì thế yếu, Lưu Bang phải nhường Hạng Vũ làm chủ chư hầu và được phong làm Hán vương. Lịch Thương được Lưu Bang phong làm Tín Thành quân, đô úy Lũng Tây. Sau đó Lịch Thương được phong 6000 hộ ở huyện Vũ Thành làm thực ấp.
Sau đó Lưu Bang đông tiến đánh Hạng Vũ, Lịch Thương tham chiến. Trong trận Cự Giã, ông đụng độ với tướng Sở là Chung Ly Muội. Cuối cùng Lịch Thương đánh thắng quân Sở, được Lưu Bang gia phong thêm 4000 hộ nữa.

## Thời Hán Cao Tổ
Năm 202 TCN, Lưu Bang diệt Sở lên ngôi hoàng đế, tức là Hán Cao Tổ. Cùng năm Lưu Bang đi đánh Yên vương Tạng Đồ, Lịch Thương đi theo. Trong trận đánh ở Dịch Hạ, Lịch Thương đánh bại quân Yên. Cuối cùng Tạng Đồ bị bắt. Hán Cao Tổ cắt 5000 hộ ở đất Trác phong cho ông, do đó mọi người gọi ông là Trác hầu.
Năm 197 TCN, Trần Hy làm phản ở đất Đại. Lịch Thương cùng Chu Bột theo Lưu Bang đi đánh Trần Hy. Ông cùng Chu Bột đánh hạ thành Đông Viên, tiêu diệt Trần Hy.
Năm 195 TCN, Hoài Nam vương Anh Bố phản nhà Hán. Lịch Thương lại theo Lưu Bang đi đánh Anh Bố. Ông đi đầu quân lính, tấn công mạnh vào quân tiên phong của Hoài Nam vương. Quân Hoài Nam núng thế thua trận, bị quân Hán đánh bại. Nhờ lập công trong trận này, Lịch Thương được phong ở đất Khúc Chu, đổi gọi là Khúc Chu hầu.

## Thời Lã hậu
Tháng tư năm 195 TCN, Hán Cao Tổ mất ở cung Trường Lạc. Vua Hán mất đã bốn ngày rồi mà Lã hậu không báo tang. Vì thái tử Lưu Doanh còn nhỏ, Lã hậu sợ các tướng không phục sẽ làm loạn, do đó bàn mưu với tình nhân Thẩm Tự Cơ, định giết chết hết các công thần.
Có người nghe điều ấy nói với Lịch Thương. Ông bèn vào cung gặp Thẩm Tự Cơ nói:
Tôi nghe nói nhà vua đã mất bốn ngày rồi vẫn không báo tang lại còn muốn giết các tướng, như vậy thì thiên hạ nguy mất! Trần Bình và Quán Anh cầm 10 vạn quân giữ Vinh Dương, Phàn Khoái và Chu Bột cầm 20 vạn quân, bình định đất Yên, đất Đại. Nếu họ nghe tin các tướng đều bị giết thì thế nào họ cũng đem quân liên kết với nhau quay về đánh Quan Trung, ở trong các quan đại thần làm phản, ở ngoài chư hầu làm phản, việc diệt vong có thể nhón gót mà chờ vậy.
Thẩm Tự Cơ vội vào nói với Lã Hậu. Lã hậu nghe ra, bèn báo tang Hán Cao Tổ. Vì vậy không xảy ra biến cố nào.
Thời Hán Huệ Đế, Lã hậu chuyên quyền, phân phong cho họ Lã. Lịch Thương tuổi cao sức yếu, không còn được trọng dụng.
Năm 180 TCN, Lã Hậu chết. Các đại thần Trần Bình, Chu Bột mưu diệt họ Lã để lấy lại thiên hạ cho họ Lưu. Nhân con Lịch Thương là Lịch Ký có quan hệ thân thiết với em Lã Hậu là Lã Lộc, Trần Bình và Chu Bột bèn ép Lịch Thương ra lệnh cho Lịch Ký đi dụ Lã Lộc. Lịch Ký khuyên Lã Lộc bỏ binh quyền để về nước Triệu (được Lã hậu phong). Lã Lộc nghe theo, liền cởi ấn tướng quân trả lại binh quyền cho thái úy Chu Bột.
Chu Bột liền nắm lấy quân đội, khống chế bắc quân bảo vệ kinh thành rồi cùng các tướng vây đánh tiêu diệt họ Lã. Chu Bột, Trần Bình cùng các đại thần lập Đại vương Lưu Hằng lên ngôi, tức là Hán Văn Đế.
Không lâu sau, Lịch Thương qua đời, được Hán Văn Đế truy tặng là Cảnh hầu. Lịch Ký kế tục tước vị của ông.

## Các con
Lịch Thương có hai con trai: Lịch Ký và Lịch Hiên.
Lịch Ký tự là Huống, từng có công lừa Lã Lộc giúp Trần Bình và Chu Bột lấy lại binh quyền để lật đổ họ Lã, dựng lại nhà Hán.
Năm 148 TCN, Lịch Ký định lấy mẹ của hoàng hậu Vương Chí - vợ vua Hán Cảnh Đế - là Bình Nguyên quân Tạng Nhi (cháu Yên vương Tạng Đồ) đã góa chồng. Hán Cảnh Đế thấy Lịch Huống định lấy mẹ vợ mình, đùng đùng nổi giận, hạ lệnh tước bỏ chức vị của Huống. Sau đó Cảnh Đế lập con thứ của Lịch Thương là Lịch Hiên làm Mậu hầu, kế vị ông.